# پوولیت
پوولیت (به انگلیسی: Powellite) با فرمول شیمیایی CaMoO4 از مجموعه کانی هاست و دارای شکستگی ناصاف است. نام یک زمین‌شناس آمریکائی است. (J.W.Powell) حل شونده در HNO3 , H۲SO4 CaO:۲۸٫۴۸٪ MoO۳:۷۱٫۵۲٪ از نظر شکل بلور: بی پیرامید - نوک تیز - ورقه‌ای - پهن و کوتاه، رنگ: زرد روشن - زرد - سبز، شفافیت: شفاف، شکستگی: ناصاف، جلا: الماسی - چرب، رخ: ناقص، سیستم تبلور: کوادراتیک و در رده‌بندی مولیبدنیت است و منشأ تشکیل آن ثانوی است.
همایند کانی‌شناسی (پارانژ) آن - مولیبدنیت- اسشیلیت است.
، از نظر ژیزمان بلور- اگرگات خاکی تقریباً کمیاب ; آلمان غربی، مراکش، آمریکا و URSS یافت می‌شود.